# Vemathambema argentinensis
Vemathambema argentinensis is een pissebed uit de familie Echinothambematidae. De wetenschappelijke naam van de soort is voor het eerst geldig gepubliceerd in 2001 door Malyutina, Wägele & Nils Brenke.